# Kurza Góra (Kościan)
Kurza Góra (dawn. Kurzagóra Stara) – część miasta Kościan, położona na południowy wschód od kościańskiej starówki, w rejonie ulicy Gostyńskiej. Od zachodu graniczy ze wsią Kurza Góra (dawniej Kurzagóra Nowa). Dawniej samodzielna wieś. 

## Historia
Kurza Góra należała dawniej do starostwa kościańskiego, pod koniec XVI wieku leżała w powiecie kościańskim województwa poznańskiego. We wczesnym średniowieczu na południowy zachód od Kurzej Góry istniał gród słowiański, którego pozostałościami są zachowane do dzisiaj fragmenty wałów. 
W okresie Wielkiego Księstwa Poznańskiego (1815-1848) wzmiankowane są dwie miejscowości: Kurza Góra Stara i Kurza Góra Nowa. Obie należały do wsi większych w ówczesnym powiecie Kosten rejencji poznańskiej. Kurza Góra Stara i Nowa należały do okręgu kościańskiego tego powiatu i stanowiły część majątku Bonikowo, który należał wówczas do Anzelma Chłapowskiego. Według spisu urzędowego z 1837 roku Kurza Góra Stara liczyła 261 mieszkańców i 18 dymów (domostw), natomiast Kurza Góra Nowa liczyła 115 mieszkańców i 15 dymów.
Kurzą Górę Nową określano jako folwark o statusie administracyjnym obszaru dworskiego. 1 sierpnia 1934 wszedł on w skład nowo utworzonej zbiorowej gminy Kościan w powiecie kościańskim w województwie poznańskim. 27 września 1934 utworzył gromadę Kurzagóra Stara w gminie Kościan.
Po wojnie zachował przynależność administracyjną. W związku z reformą administracyjną kraju jesienią 1954 gromadę Kurzagóra Stara włączono w większości do Kościana.